# The Sin and the Sentence
 (janvier 2018).
Si vous disposez d'ouvrages ou d'articles de référence ou si vous connaissez des sites web de qualité traitant du thème abordé ici, merci de compléter l'article en donnant les références utiles à sa vérifiabilité et en les liant à la section « Notes et références ».
Albums de Trivium
Silence in the Snow
(2015) What the Dead Men Say (en)
(2020)
Singles
1. The Sin and the Sentence
Sortie : 1er août 2017
2. The Heart from Your Hate
Sortie : 24 août 2017
3. Betrayer
Sortie : 15 octobre 2017
4. Thrown into the Fire
Sortie : 25 octobre 2017

The Sin and the Sentence est le huitième album studio du groupe américain de heavy metal Trivium publié le 20 octobre 2017 sur le label Roadrunner Records.

## Liste des Chansons
Toutes les chansons sont écrites et composées par Trivium.
| No  | Titre                    | Durée |
| --- | ------------------------ | ----- |
| 1.  | The Sin and the Sentence | 6:23  |
| 2.  | Beyond Oblivion          | 5:16  |
| 3.  | Other Worlds             | 4:49  |
| 4.  | The Heart from Your Hate | 4:03  |
| 5.  | Betrayer                 | 5:27  |
| 6.  | The Wretchedness Inside  | 5:31  |
| 7.  | Endless Night            | 3:38  |
| 8.  | Sever the Hand           | 5:25  |
| 9.  | Beauty in the Sorrow     | 4:31  |
| 10. | The Revanchist           | 7:17  |
| 11. | Thrown into the Fire     | 5:29  |